# ملفين ليستر كون
ملفين ليستر كون (بالإنجليزية: Melvin L. Kohn)‏ هو عالم اجتماع أمريكي، ولد في 19 أكتوبر 1928 في نيويورك في الولايات المتحدة.